# Sommet entre la Russie et les États-Unis à Helsinki en 2018
Pour les articles homonymes, voir Sommet entre les États-Unis et la Russie.
Le sommet entre la Russie et les États-Unis à Helsinki est la rencontre entre Donald Trump et Vladimir Poutine, respectivement président des États-Unis et président de la Russie. Il s'agit d'un sommet politique entre les deux chefs d’États qui a lieu à Helsinki, capitale de la Finlande, le 16 juillet 2018 .
Ce sommet est l'occasion pour les deux chefs d'État d'aborder des questions concernant la dénucléarisation, la crise syrienne ou encore de mettre en place des "accords culturels". Ce sommet est marqué par une remise symbolique de Vladimir Poutine à Donald Trump lui signifiant "la balle est dans votre camp" concernant la question syrienne. Ce sommet est en cela significatif d'une volonté de rapprochement entre les deux puissances mais suscita de vives réactions sur la scène intérieure américaine.

## Délégations

### États-Unis
- Président des États-Unis : Donald Trump
- Secrétaire d'État des États-Unis : Mike Pompeo
- Conseiller à la sécurité nationale : John R. Bolton
- Chef de cabinet de la Maison-Blanche : John F. Kelly
- Ambassadeur américain en Russie : Jon Huntsman, Jr.
- Porte-parole de la Maison-Blanche : Sarah Huckabee Sanders
- Député-chef du personnel de la Maison-Blanche : Zachary Fuentes
- Conseillère du Président : Fiona Hill

### Russie
- Président de la fédération de Russie : Vladimir Poutine
- Ministre russe des Affaires étrangères : Sergueï Lavrov
- Ambassadeur russe aux États-Unis : Anatoli Antonov
- Foreign Affairs Advisor to the President : Yuri Ushakov
- Porte-parole de la présidence de la fédération de Russie : Dmitri Peskov

## Galerie

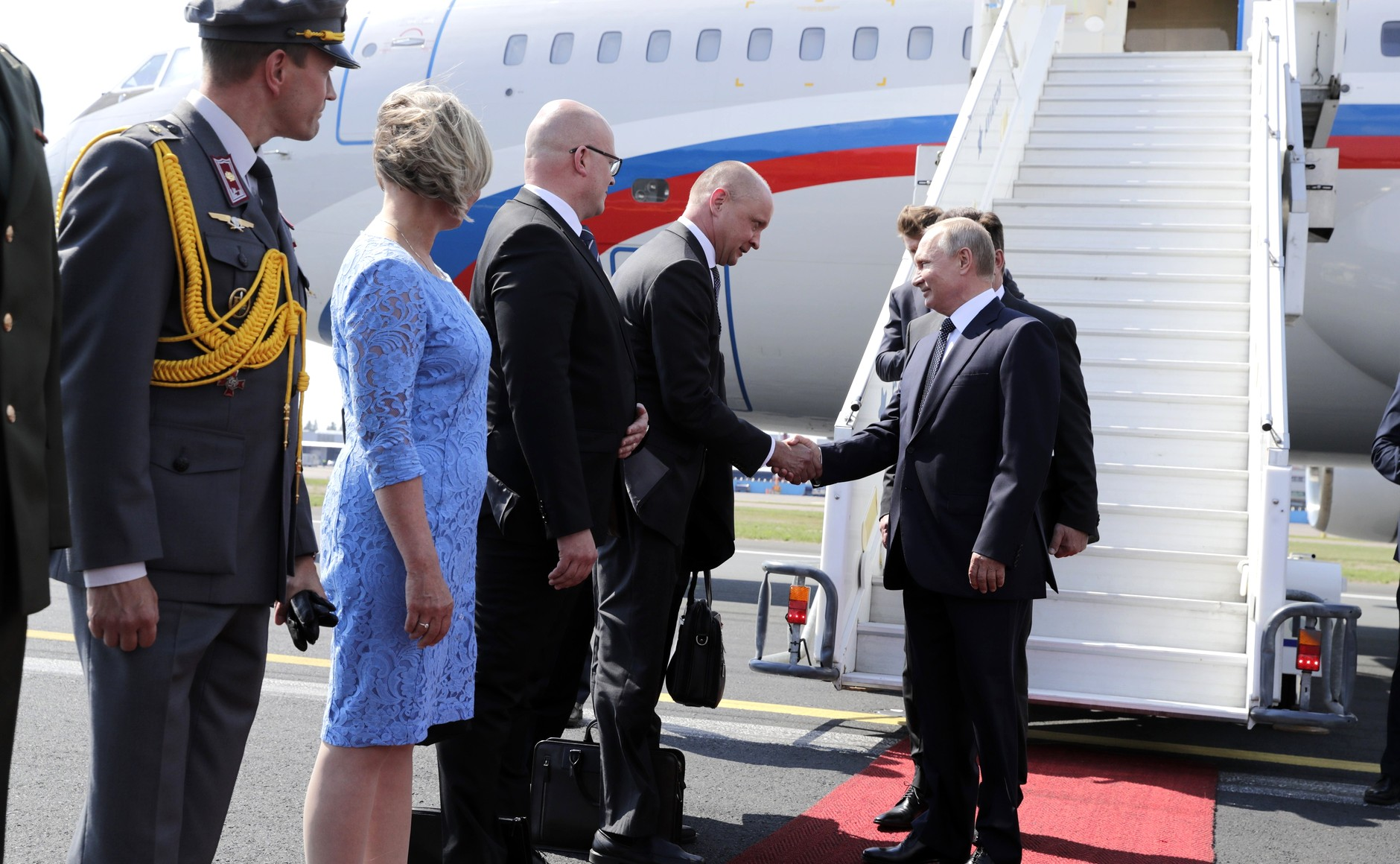
Vladimir Poutine arrivant en Finlande
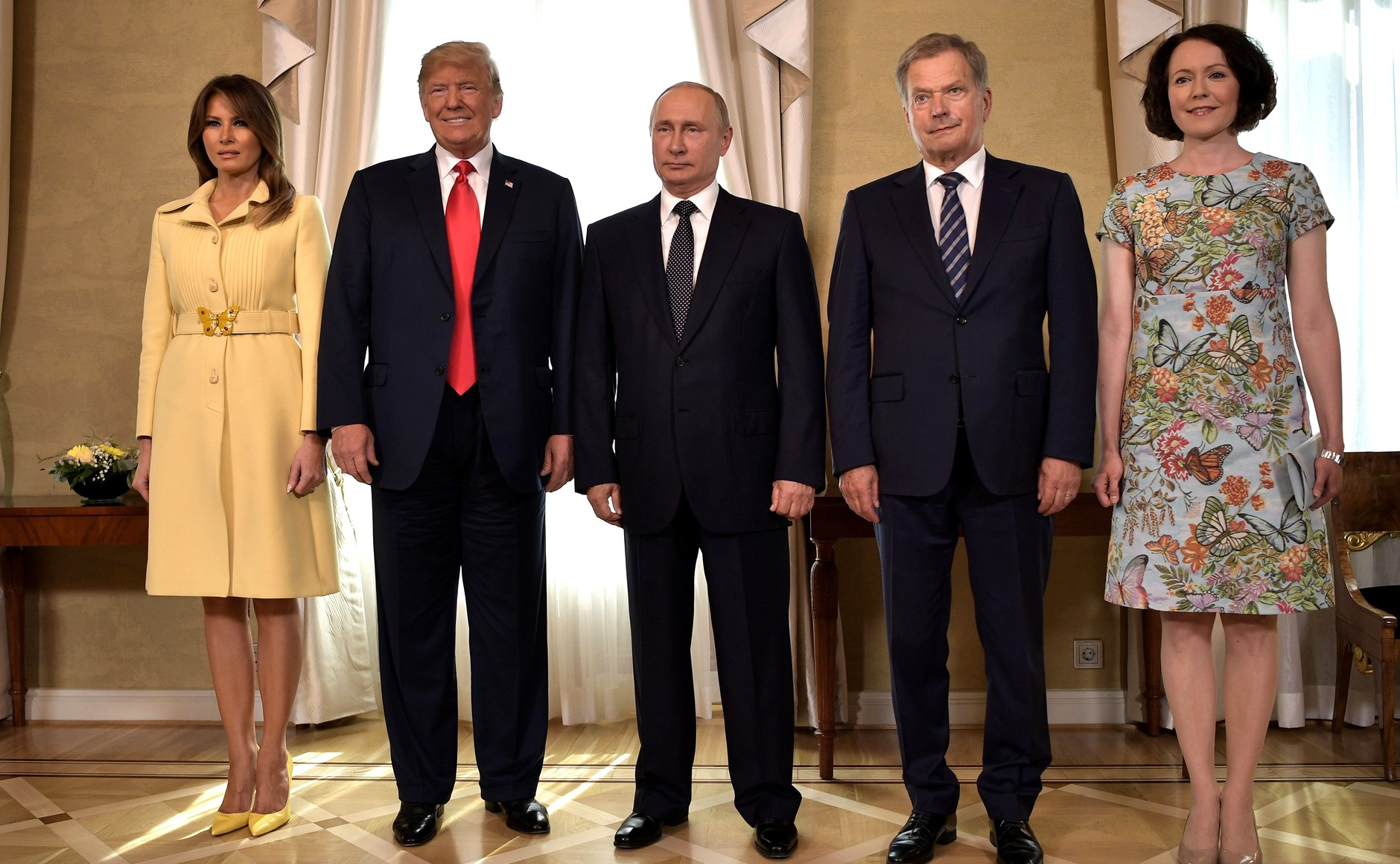
Photo des officiels (de gauche à droite): Première dame des États-Unis : Melania Trump, président des États-Unis : Donald Trump, président de la fédération de Russie : Vladimir Poutine, président de la république de Finlande : Sauli Niinistö et Première dame de Finlande : Jenni Haukio.
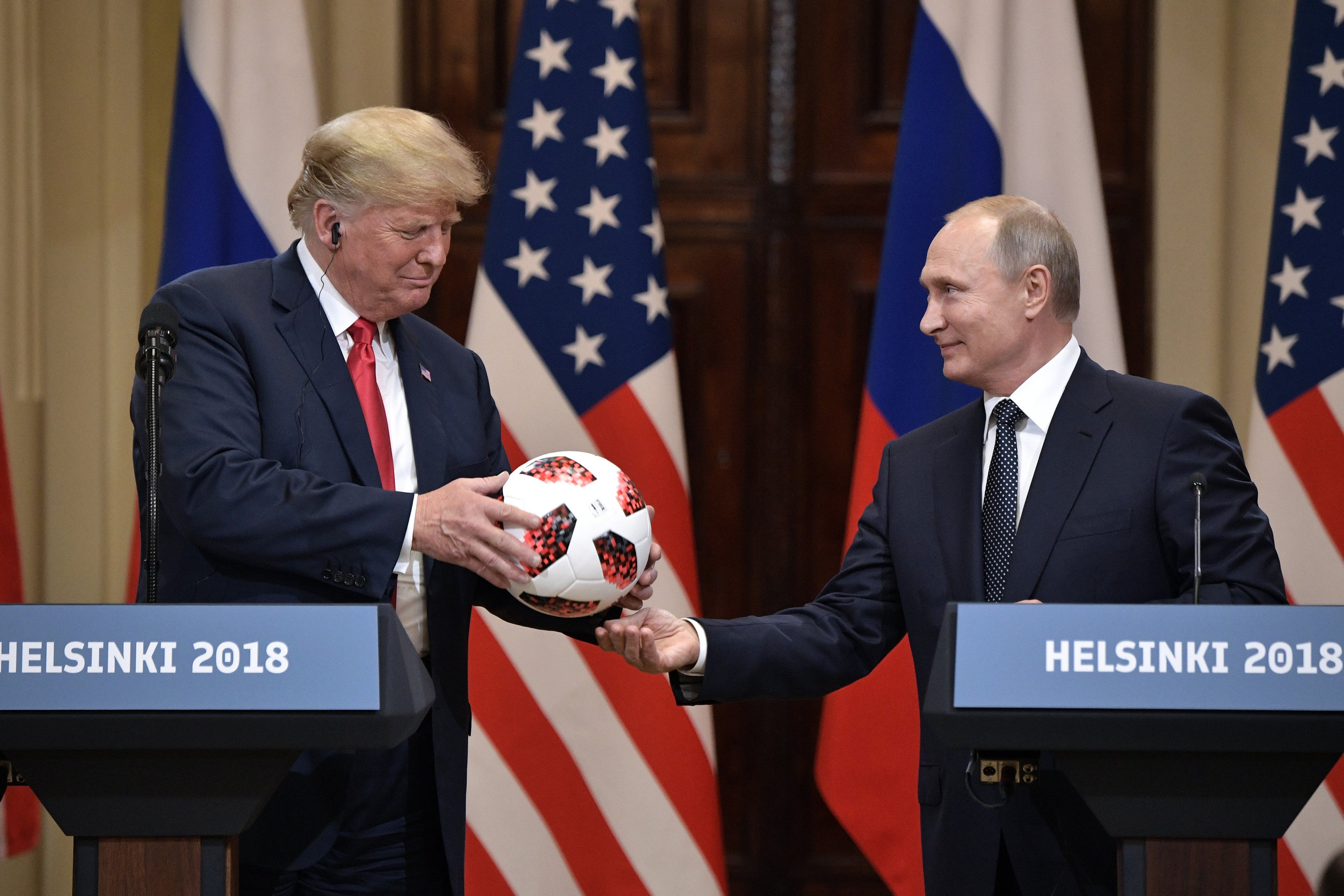
Vladimir Poutine offrant à Donald Trump un ballon Telstar Mechta, le ballon officiel de la phase à élimination directe de la Coupe du monde de football 2018.

## Réactions
Le sénateur républicain John McCain a affirmé au sujet de Donald Trump qu'« aucun président ne s’est jamais aplati de manière si abjecte devant un tyran ». Selon le journaliste Stephen F. Cohen, cette position traduit la montée du sentiment antirusse et la diabolisation de l’adversaire à l’œuvre dans les médias américains : « Le principe de parité, selon lequel les deux parties ont des intérêts légitimes, n’existe plus ».